# Gladiolus pappei
Gladiolus pappei är en irisväxtart som beskrevs av John Gilbert Baker. Gladiolus pappei ingår i släktet sabelliljor, och familjen irisväxter. Inga underarter finns listade i Catalogue of Life.